# Уикиновини
Уикиновини (Wikinews) е новинарски сайт, базиран на уики-технологията, и един от проектите на Фондация Уикимедия. Подобно на останалите проекти на Фондацията, сайтът се поддържа от доброволци. Общността на тези доброволци, както и принципите на работа обаче са различни от тези на Уикипедия. Проектът стартира на 26 октомври 2004 г.
На 6 февруари 2005 г. е създаден и българоезичен вариант на Уикиновини, но след продължителен период на ниска активност и използването му за публикуване на спорно съдържание той е закрит на 23 септември 2019 година.